# Антихрист (филм)
„Антихрист“ (на английски: Antichrist) е датски филм на ужасите на режисьора Ларс фон Триер от 2009 г.
Във филма участват Уилям Дефо, Шарлот Гейнсбург, Сторм Ачече Салстрьом и др.

## Сюжет
Разказва се за семейство което загубва невръстния си син, който пада от прозореца докато те правят секс в другата стая. Скръбта на майката я вкарва в болница. Съпругът ѝ е известен терапевт и я прибира в къщи с намерение да лекува депресията ѝ, заминавайки за в горската си хижа „Рай“, дали нещо необичайно се е случило там предното лято? Разказан в четири глави, пролог и епилог разказва за невероятната жестокост разкриваща на мъж и жена тъмната страна на природата.

## В ролите
| Актьор            | Роля             |
| ----------------- | ---------------- |
| Уилем Дефо        | Той              |
| Шарлот Генсбур    | Тя               |
| Ставрула Каралиду | Ник, малкият син |